# عن الشعر والجنس والثورة
عن الشعر والجنس والثورة، أحد الكتب النثرية من مؤلفات الشاعر العربي السوري نزار قباني، صدرت في عام 1971، عن منشورات نزار قباني في بيروت، لبنان.